# Michaël Bodegas
Michaël Alexandre Bodegas (La Seyne-sur-Mer, 3 de maio de 1987) é um jogador de polo aquático francês naturalizado italiano, medalhista olímpico.

## Carreira

### Rio 2016
Bodegas integrou a equipe da Itália medalha de bronze nos Jogos do Rio de Janeiro.